# English Setter
Der English Setter ist eine mittelgroße, von der FCI anerkannte britische Hunderasse (FCI-Gruppe 7, Sektion 2.2, Standard Nr. 2). Sein mittellanges Fell hat lange seidige Fransen am Unterbauch, an der Rute sowie an den Beinen die sogenannten Fahnen. Der English Setter hat zudem eine meist zwei- oder dreifarbige Zeichnung, die als Belton bezeichnet wird. 
Gezüchtet, um ausdauernd und athletisch zu sein, werden English Setter gerne bei der Jagd von Wachteln, Fasanen und Raufußhühnern eingesetzt. Die Bezeichnung Setter weist darauf hin, dass dieser Hund sich beim Wittern des Wildes beinahe hinlegt oder vorsitzt. Setter, die zur Jagd verwendet werden, sind für gewöhnlich etwas zarter gebaut und haben weniger Fell als jene, die für Rassehundeausstellungen gezüchtet werden. Charakterlich ist der Setter als sanftmütig und eigensinnig zu beschreiben. Obwohl gesundheitlich allgemein eher unproblematisch, kommt bei Settern eine Hüftdysplasie nicht selten vor.

## Herkunft und Geschichtliches
Der Setter ist ein Nachkomme des spanischen Perdigueros und des langhaarigen Spaniels und war schon im 16. Jahrhundert bekannt. Im 17. Jahrhundert hatte sich die Rasse in Großbritannien bereits etabliert und waren auf britischen Anwesen weit verbreitet. Die Entwicklung in die verschiedenen Arten von Settern folgte erst später, als gezielt für ihren jeweiligen Verwendungszweck gezüchtet wurde.
Um 1825 wurde von Edward Laverack begonnen, eine Varietät des Setters zu züchten, die dem heutigen English Setter am nächsten kommt. Er kaufte seine ersten Setter von Rev. Harrison, den Rüden Ponto und die Hündin Old Moll. Aus diesen beiden Tieren entstand durch 40-jährige Auslese und Inzucht der Laverack Setter. Diese Blutlinie war erfolgreich sowohl bei Hundeausstellungen als auch bei Versuchen als Arbeitshund. 1872 erschien sein Buch mit dem Titel The setter. Laverack nutzte darin den Namen Belton als Farbbezeichnung für eine Tüpfelung und/oder ein Zusammenlaufen von Farben beim English Setter. Belton ist ein Dorf in Northumberland. Der erste English Setter aus Laveracks Zucht wurde 1874 von C.H. Raymond nach Amerika importiert. 

## Beschreibung

### Erscheinung

#### Körperbau
Die Größe der Hündinnen beträgt 61–65 cm, die der Rüden 65–68 cm. Zu den typischen Merkmalen eines English Setters gehören ein langer Hals mit starkem Nacken und eine tiefe Brust. Der Körper ist mäßig lang im Verhältnis zur Widerristhöhe. Charakteristisch sind zudem eine leistungsstarke Hinterhand sowie die in einer Linie mit dem Rücken getragene Rute.

#### Deckhaar
Der English Setter hat feines, leicht gewelltes und seidiges Haar. Die Rasse ist in folgenden unterschiedlichen Färbungen vertreten, wobei die Grundfarbe immer weiß ist: 
- blue belton: weiß und schwarz
- liver belton: weiß und braun
- orange belton: weiß und orange
- lemon belton: weiß und gelb.

Dreifarbige Hunde haben zusätzlich an Kopf, Brust und Pfoten lohfarbene Abzeichen (engl. tan). Dementsprechend gibt es zwei tricolour Farben: 
- blue belton und tan
- liver belton und tan.[5][6]

Hunde mit Tüpfelung werden denen mit Platten vorgezogen. Das Beltonmuster ist bei der Geburt noch nicht vorhanden. Es entwickelt sich zwei Wochen nach der Geburt und wird immer dichter bis zum Alter von eineinhalb bis zwei Jahren, dann sind English Setter ausgefärbt. Roan nennt man ein Beltonmuster von großer Intensität, weiß ist nur noch an wenigen Stellen sichtbar. 

#### Unterschiede innerhalb der Rasse
Obwohl sie derselben Rasse angehören, unterscheiden sich Setter, die als Arbeitshunde gezüchtet werden, deutlich von Schauhund-Settern. Während Schauhunde etwas größer sind und längeres, dichteres Fell haben, sind die Arbeitshunde oft kleiner und haben kürzeres Haar. Auch ihre Färbungen sind meist ausgeprägter. Diese Eigenschaften sind recht zweckmäßig für Arbeitshunde: Kürzeres Fell erleichtert das Entfernen von Kletten ungemein und eine markante Färbung macht sie deutlicher sichtbar bei der Arbeit in Feld und Wald.

### Charakter
English Setter sind meist sanftmütige Hunde, die aber auch eigensinnig und oft sehr lebhaft sind. Sie sind sehr menschenbezogen und gut geeignet als Familienhund, unter der Voraussetzung, dass sie viel Aufmerksamkeit und Beschäftigung bekommen oder einer festen Aufgabe als Jagdhund nachgehen können. Da Setter sehr aktive Hunde sind, brauchen sie reichlich Bewegung; empfohlen sind etwa zwei Stunden am Tag. Eine andere Seite zeigen English Setter oft im Haus, wo sie gerne entspannen und ausruhen oder sich streicheln und verwöhnen lassen. Die Rasse wird generell als sehr freundlich, gutmütig sowie verträglich mit Kindern und Besuchern beschrieben.
Setter gelten als sehr intelligent und können daher für viele verschiedene Aufgabenbereiche ausgebildet werden, jedoch mit Ausnahme von Hütearbeiten aufgrund ihres ausgeprägten Jagdtriebs. Dieser stellt oftmals eine große Ablenkung dar, was die Erziehung eines English Setters im Freien nicht selten erschwert. Wegen ihrer Sensibilität eignen sich für die Grundausbildung Erziehungsmethoden, die auf positiver Bestärkung, sprich Leckereien und Lob, basieren.

### Gesundheit
Laut dem britischen Hundezuchtverband Kennel Club können sowohl reinrassige Setter als auch Mischlinge von genetischen Problemen wie der angeborenen Taubheit und der Hüftdysplasie betroffen sein. Ebenfalls – allerdings seltener – vorkommen können Schilddrüsenunterfunktionen, Ellbogendysplasie, Allergien, beispielsweise gegen bestimmte Nahrungsbestandteile, sowie Hautkrankheiten. Einer Untersuchung des Kennel Club zufolge ist die häufigste Todesursache bei Settern Krebs, wobei dies in den meisten Fällen erst ab einem Alter von 10 Jahren auftritt. Die Lebenserwartung eines English Setters beträgt zwischen 11 und 12 Jahren, auch 13 bis 15 Jahre sind nicht unüblich.

## Verwendung
Der English Setter ist ein großer Vorstehhund. Er ist ein ausgezeichneter Jagdhund, der in jedem Gelände Verwendung findet. Er ist anpassungsfähig und ein guter Begleithund, der aber sehr viel Auslauf benötigt und nur in Kennerhände gehört, da er mit Spaziergängen alleine unterfordert ist, und schnell anfängt sich selbst mit jagen zu beschäftigen.

## International
Der English Setter ist als Jagdhund und Haushund sehr beliebt, besonders in den Vereinigten Staaten, in Italien (ca. 20.000 Eintragungen ins Zuchtbuch), in Frankreich (ca. 4.500) und in Skandinavien.
Besonders gefragt waren English Setter in Großbritannien in den 1960ern, 70ern und 80ern. Der britische Kennel Club setzte die Rasse inzwischen auf die Liste der gefährdeten Rassen, aufgrund der seit 2012 stark zurückgegangenen Zahl der registrierten English Setter-Welpen.
In Italien ist die Rasse recht gut vertreten, da sie als Jagdhunde noch weit verbreitet sind. Jedoch erlebt die Rasse mittlerweile auch dort einen starken Rückgang. In Amerika dagegen kann der Amerikanische Kennel Club über die letzten Jahre hinweg steigende Zahlen vermerken.